# Geeqie
Geeqie is een vrije image viewer en afbeeldingsorganisatieprogramma voor Unix-achtige besturingssystemen zoals Linux en OS X. Geeqie werd voor het eerst uitgebracht in maart 2010 als fork van GQview, waarvan de ontwikkeling opgehouden was. Geeqie gebruikt de grafische toolkit GTK+.

## Functies
- Vector- en rasterafbeeldingen weergeven in onderstaande formaten:
  - 3FR, ANI, APM, ARW, BMP, CR2, CRW, CUR, DCR, DNG, ERF, GIF, ICNS, ICO, JPE/JPEG/JPG, JP2/JPC/JPX/J2K/JPF,  JPS, K25, KDC, MEF, MPO, MOS, MRW, NEF, ORF, PCX, PEF, PBM/PGM/PNM/PPM, PNG, PTX, QIF/QTIF (QuickTime-afbeeldingsformaat), R3D, RAF, RAS (Sun Raster[2]), RAW, SR2, SRF, SVG/SVGZ, TGA/TARGA, TIF/TIFF, WBMP, WMF, X3F, XBM en XPM
- Gebruiken van aangepaste kleurprofielen.
- Toekennen van tags aan afbeeldingen. Deze kunnen opgeslagen worden als metadata (indien het bestandsformaat dit ondersteunt), sidecar-bestanden of directory-metadata-bestanden. Sleutelwoorden en opmerkingen kunnen ook opgegeven worden.
- Bewerken: verliesloos draaien (90°, 180°) en spiegelen. Ondersteuning voor het linken de programma's GIMP, Inkscape en ImageMagick om verdere afbeeldingsbewerking mogelijk te maken.